# Forest City (Illinois)
Forest City és una població dels Estats Units a l'estat d'Illinois. Segons el cens del 2000 tenia 287 habitants.

## Demografia
Segons el cens del 2000, Forest City tenia 287 habitants, 101 habitatges, i 81 famílies. La densitat de població era de 213,1 habitants/km².
Dels 101 habitatges en un 32,7% hi vivien nens de menys de 18 anys, en un 73,3% hi vivien parelles casades, en un 5% dones solteres, i en un 19,8% no eren unitats familiars. En el 13,9% dels habitatges hi vivien persones soles el 5,9% de les quals corresponia a persones de 65 anys o més que vivien soles. El nombre mitjà de persones vivint en cada habitatge era de 2,84 i el nombre mitjà de persones que vivien en cada família era de 3,14.
Per edats la població es repartia de la següent manera: un 27,2% tenia menys de 18 anys, un 11,8% entre 18 i 24, un 26,8% entre 25 i 44, un 21,6% de 45 a 60 i un 12,5% 65 anys o més.
L'edat mediana era de 36 anys. Per cada 100 dones de 18 o més anys hi havia 111,1 homes.
La renda mediana per habitatge era de 36.250 $ i la renda mediana per família de 35.625 $. Els homes tenien una renda mediana de 27.000 $ mentre que les dones 15.000 $. La renda per capita de la població era de 13.855 $. Aproximadament el 4,3% de les famílies i el 8% de la població estaven per davall del llindar de pobresa.

## Poblacions més properes
El següent diagrama mostra les poblacions més properes.